# Bob Bondurant
Robert Lewis „Bob“ Bondurant (* 27. April 1933 in Evanston, Illinois; † 12. November 2021 in Paradise Valley, Arizona) war ein  US-amerikanischer Automobilrennfahrer.

## Karriere

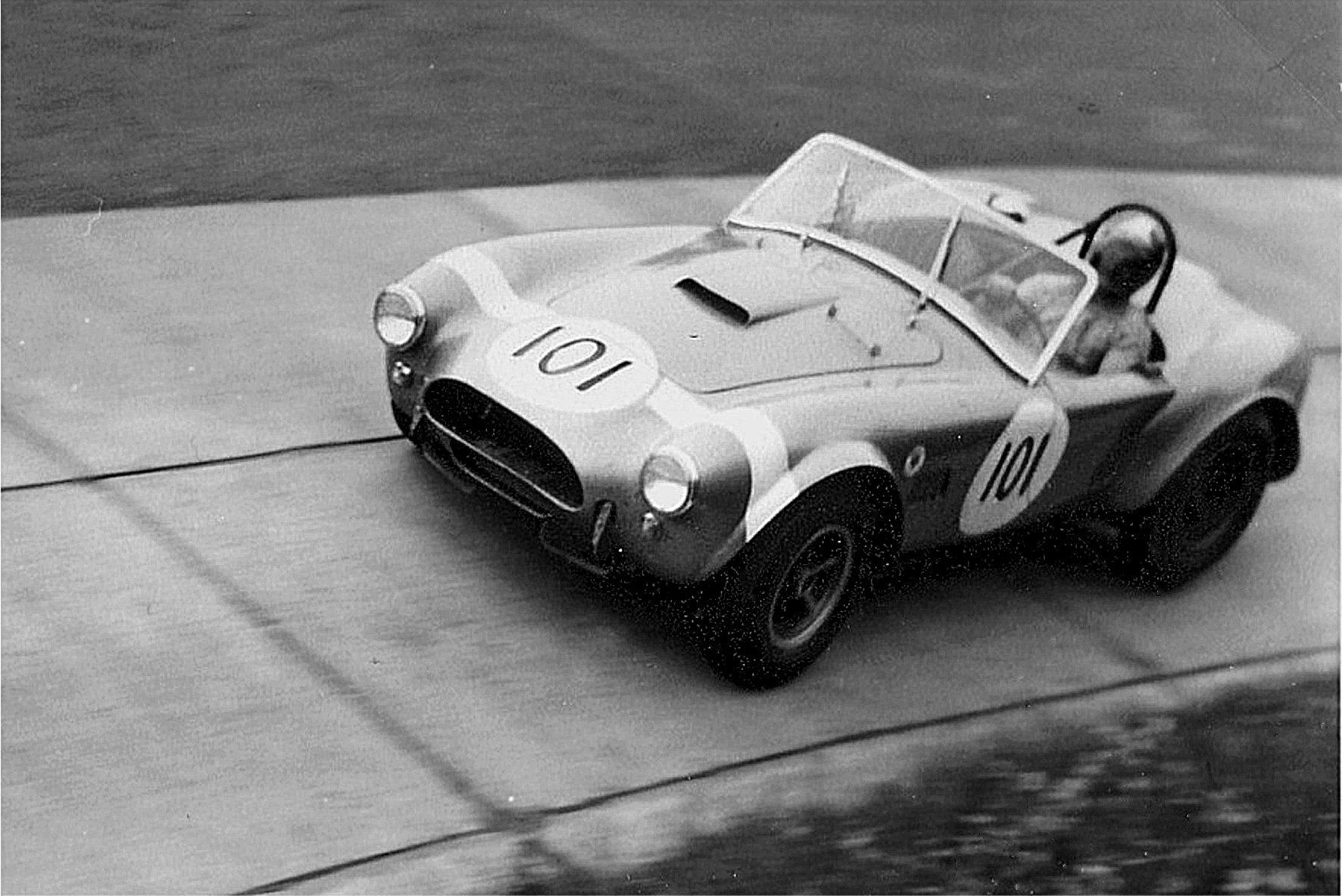
Bob Bondurant 1964 im AC Cobra beim Training zum 1000-km-Rennen auf dem Nürburgring, Streckenabschnitt Schwalbenschwanz

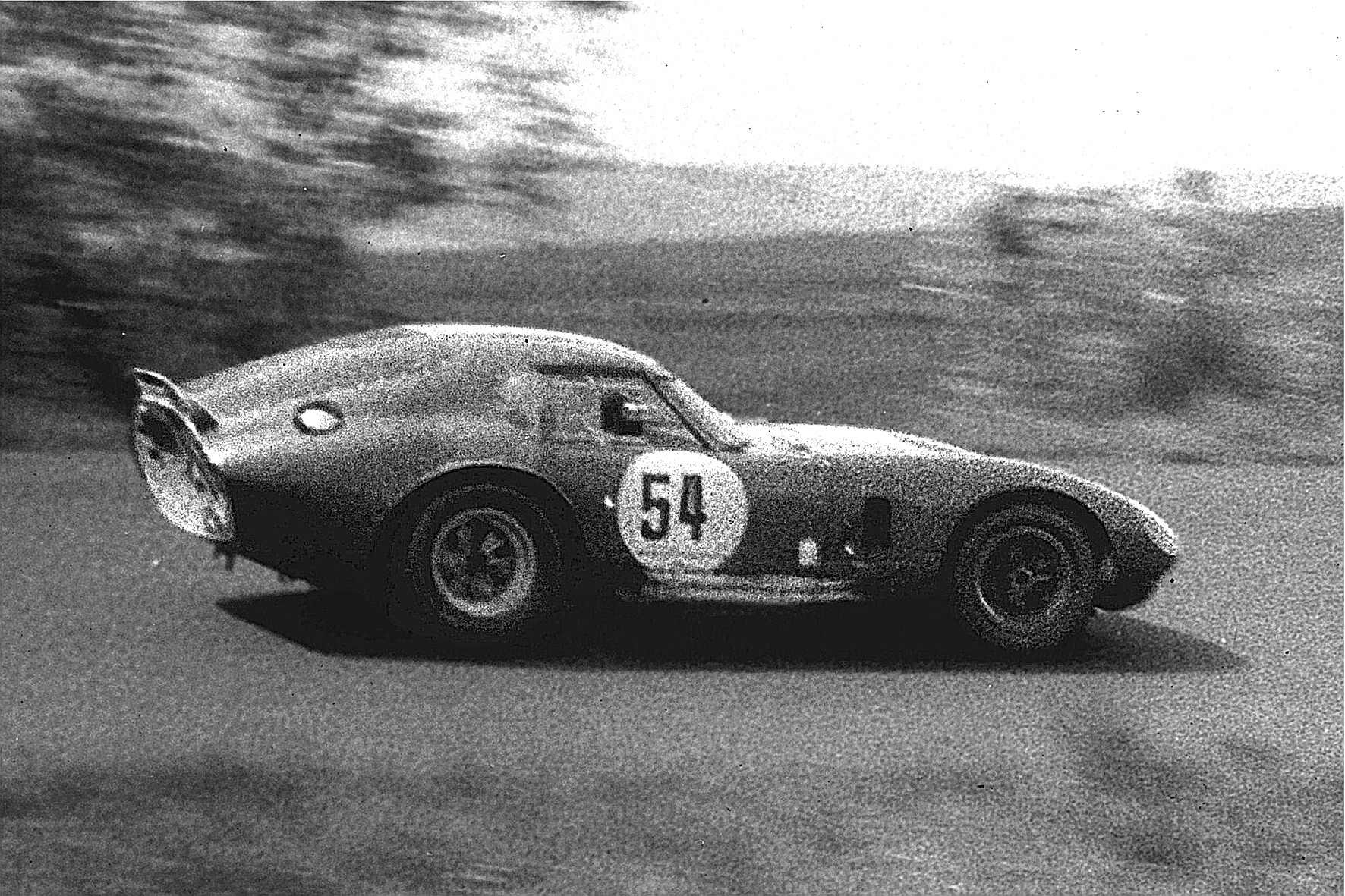
Das Shelby-Daytona-Coupé von Bob Bondurant/Jochen Neerpasch beim 1000-km-Rennen auf dem Nürburgring 1965

Bob Bondurant begann seine Motorsportkarriere schon als Teenager. Er fuhr in den frühen 1950er-Jahren Dirt-Track-Motorrad-Rennen und wechselte 1956 in den Automobilsport. Ein gebrauchter Morgan war sein erster Rennwagen. Sein Durchbruch kam 1963. Nach dem Gesamtsieg bei der Westküsten-Produktionswagen-Meisterschaft 1963 auf einer Chevrolet Corvette wurde Carroll Shelby auf ihn aufmerksam. Shelby, immer auf der Suche nach schnellen Nachwuchskräften, gab ihm einen Werksvertrag.
Viermal war Bondurant beim 24-Stunden-Rennen von Le Mans am Start. Bei seiner ersten Teilnahme 1964 erreichte er sein bestes Ergebnis. Gemeinsam mit Dan Gurney auf einem AC Cobra wurde er Vierter in der Gesamtwertung und gewann die große GT-Klasse bis 5000 Kubikzentimeter. 1965 gehörte er erneut zum Shelby-Fahrerteam und hatte Anteil am Gewinn der Sportwagen-Weltmeisterschaft. In Le Mans ging er allerdings für Rob Walker an den Start. Der Ford GT 40, den er sich mit Umberto Maglioli teilte, fiel nach 29 Runden mit Motorschaden aus.
Im selben Jahr hatte er auch seinen ersten Auftritt in der Formel 1. Luigi Chinetti vermittelte ihm ein Ferrari-Cockpit und Bondurant feierte als Ersatzmann für John Surtees beim Großen Preis der USA sein Debüt, das er auf dem neunten Rang beendete.
Eine erfolgreiche Formel-1-Karriere schien möglich, als er beim Großen Preis von Monaco mit dem vierten Platz die ersten Weltmeisterschaftspunkte erreichte. Sein Fahrstil prädestinierte ihn aber eher für die langen Sportwagenrennen als für die kurzen Grands Prix. Er war als verlässlicher Pilot bekannt, der schonend mit dem Material umging und über lange Distanzen sein Tempo halten konnte. Was ihm fehlte, war die Grundschnelligkeit, die Grand-Prix-Piloten auszeichnet. So endete seine Formel-1-Karriere schon 1966 nach nur neun Rennen.
Er fuhr weiter erfolgreich Sportwagenrennen und wechselte 1967 in die CanAm-Serie. Ein schwerer Unfall beendete aber für ihn die Saison vorzeitig. Bondurant zog sich vom aktiven Rennsport zurück und gründete eine Rennfahrerschule.
1971 gab er ein Comeback als Rennfahrer, fuhr wieder CanAm-Rennen und war bei fünf NASCAR-Events am Start. Immer in Riverside engagiert, war seine beste Platzierung in der populärsten US-Rennserie dort der 18. Gesamtrang.
In diese späte Phase seiner Karriere fiel auch die beste Platzierung beim 12-Stunden-Rennen von Sebring, das er 1979 gemeinsam mit Gary Belcher und Bob Garretson als Gesamtdritter beendete.
2003 wurde er in die Hall of Fame des US-amerikanischen Motorsports aufgenommen. Er starb im November 2021.

## Statistik

### Statistik in der Automobil-Weltmeisterschaft
Diese Statistik umfasst alle Teilnahmen des Fahrers an der Automobil-Weltmeisterschaft, die heutzutage als Formel-1-Weltmeisterschaft bezeichnet wird.

#### Gesamtübersicht
| Saison | Team                       | Chassis     | Motor           | Rennen | Siege | Zweiter | Dritter | Poles | schn. Rennrunden | Punkte | WM-Pos. |
| ------ | -------------------------- | ----------- | --------------- | ------ | ----- | ------- | ------- | ----- | ---------------- | ------ | ------- |
| 1965   | North American Racing Team | Ferrari 158 | Ferrari 1.5 V8  | 1      | −     | −       | −       | −     | −                | −      | −       |
| 1965   | Reg Parnell Racing         | Lotus 33    | Ferrari 1.5 V8  | 1      | −     | −       | −       | −     | −                | −      | −       |
| 1966   | Team Chamaco Collect       | BRM P261    | BRM 2.0 V8      | 5      | −     | −       | −       | −     | −                | 3      | 14.     |
| 1966   | Anglo American Racers      | Eagle T1G   | Climax 2.8 L4   | 1      | −     | −       | −       | −     | −                | 3      | 14.     |
| 1966   | Anglo American Racers      | Eagle T1G   | Weslake 3.0 V12 | 1      | −     | −       | −       | −     | −                | 3      | 14.     |
| Gesamt | Gesamt                     | Gesamt      | Gesamt          | 9      | −     | −       | −       | −     | −                | 3      |         |

#### Einzelergebnisse
| Saison | 1   | 2 | 3 | 4 | 5   | 6 | 7   | 8   | 9   | 10 |
| ------ | --- | - | - | - | --- | - | --- | --- | --- | -- |
| 1965   |     |   |   |   |     |   |     |     |     |    |
|        |     |   |   |   |     |   |     | 9   | DNF |    |
| 1966   |     |   |   |   |     |   |     |     |     |    |
| 4      | DNF |   | 9 |   | DNF | 7 | DSQ | DNF |     |    |

| Legende  | Legende            | Legende                                                          |
| Farbe    | Abkürzung          | Bedeutung                                                        |
| -------- | ------------------ | ---------------------------------------------------------------- |
| Gold     | –                  | Sieg                                                             |
| Silber   | –                  | 2. Platz                                                         |
| Bronze   | –                  | 3. Platz                                                         |
| Grün     | –                  | Platzierung in den Punkten                                       |
| Blau     | –                  | Klassifiziert außerhalb der Punkteränge                          |
| Violett  | DNF                | Rennen nicht beendet (did not finish)                            |
| Violett  | NC                 | nicht klassifiziert (not classified)                             |
| Rot      | DNQ                | nicht qualifiziert (did not qualify)                             |
| Rot      | DNPQ               | in Vorqualifikation gescheitert (did not pre-qualify)            |
| Schwarz  | DSQ                | disqualifiziert (disqualified)                                   |
| Weiß     | DNS                | nicht am Start (did not start)                                   |
| Weiß     | WD                 | zurückgezogen (withdrawn)                                        |
| Hellblau | PO                 | nur am Training teilgenommen (practiced only)                    |
| Hellblau | TD                 | Freitags-Testfahrer (test driver)                                |
| ohne     | DNP                | nicht am Training teilgenommen (did not practice)                |
| ohne     | INJ                | verletzt oder krank (injured)                                    |
| ohne     | EX                 | ausgeschlossen (excluded)                                        |
| ohne     | DNA                | nicht erschienen (did not arrive)                                |
| ohne     | C                  | Rennen abgesagt (cancelled)                                      |
| ohne     | keine WM-Teilnahme |                                                                  |
| sonstige | P/fett             | Pole-Position                                                    |
| sonstige | 1/2/3/4/5/6/7/8    | Punktplatzierung im Sprint-/Qualifikationsrennen                 |
| sonstige | SR/kursiv          | Schnellste Rennrunde                                             |
| sonstige | *                  | nicht im Ziel, aufgrund der zurückgelegten Distanz aber gewertet |
| sonstige | ()                 | Streichresultate                                                 |
| sonstige | unterstrichen      | Führender in der Gesamtwertung                                   |

### Le-Mans-Ergebnisse
| Jahr | Team                       | Fahrzeug                      | Teamkollege      | Platzierung            | Ausfallgrund         |
| ---- | -------------------------- | ----------------------------- | ---------------- | ---------------------- | -------------------- |
| 1964 | Shelby American Inc.       | AC Shelby Cobra Daytona Coupé | Dan Gurney       | Rang 4 und Klassensieg |                      |
| 1965 | R.R.C. Walker Racing Team  | Ford GT40                     | Umberto Maglioli | Ausfall                | überhitzter Zylinder |
| 1966 | North American Racing Team | Ferrari 365P2 White Elephant  | Masten Gregory   | Ausfall                | Kraftübertragung     |
| 1967 | Dana Chevrolet Inc.        | Chevrolet Corvette            | Dick Guldstrand  | Ausfall                | Motorschaden         |

### Sebring-Ergebnisse
| Jahr | Team                 | Fahrzeug                   | Teamkollege  | Teamkollege   | Platzierung            | Ausfallgrund    |
| ---- | -------------------- | -------------------------- | ------------ | ------------- | ---------------------- | --------------- |
| 1964 | Shelby American Corp | Shelby Cobra Roadster      | Lew Spencer  |               | Rang 5                 |                 |
| 1965 | Shelby-American Inc. | Shelby Cobra Daytona Coupe | Jo Schlesser |               | Rang 4 und Klassensieg |                 |
| 1966 | SpA Ferrari SEFAC    | Ferrari 330P3              | Mike Parkes  |               | Ausfall                | Getriebeschaden |
| 1977 | Ramsey Ferrari of SF | Ferrari 365 GTB/4          | Milt Minter  | Dick Smothers | Ausfall                | Unfall          |
| 1979 | Dick Barbour Racing  | Porsche 935                | Gary Belcher | Bob Garretson | Rang 3                 |                 |

### Einzelergebnisse in der Sportwagen-Weltmeisterschaft
| Saison | Team                                                          | Rennwagen                                                          | 1   | 2   | 3   | 4   | 5   | 6   | 7   | 8   | 9   | 10  | 11  | 12  | 13  | 14  | 15  | 16  | 17  | 18  | 19  | 20  |
| ------ | ------------------------------------------------------------- | ------------------------------------------------------------------ | --- | --- | --- | --- | --- | --- | --- | --- | --- | --- | --- | --- | --- | --- | --- | --- | --- | --- | --- | --- |
| 1964   | Carroll Shelby International                                  | Shelby Cobra Shelby Daytona                                        | DAY | SEB | TAR | MON | SPA | CON | NÜR | ROS | LEM | REI | FRE | CCE | RTT | SIM | NÜR | MON | TDF | BRI | BRI | PAR |
| 1964   | Carroll Shelby International                                  | Shelby Cobra Shelby Daytona                                        |     | 5   | DNF |     | 9   |     | DNF |     | 4   | DNF | 4   |     |     | 5   |     |     | DNF |     |     |     |
| 1965   | Carroll Shelby International Alan Mann Racing Ford Rob Walker | Ford GT40 Shelby Daytona                                           | DAY | SEB | BOL | MON | MON | RTT | TAR | SPA | NÜR | MUG | ROS | LEM | REI | BOZ | FRE | CCE | OVI | NÜR | BRI | BRI |
| 1965   | Carroll Shelby International Alan Mann Racing Ford Rob Walker | Ford GT40 Shelby Daytona                                           | 3   | 4   |     |     | 8   |     | DNF | 5   | 7   |     | 10  | DNF | 5   |     |     | 3   |     |     |     |     |
| 1966   | NART Scuderia Ferrari Porsche Chequered Flag                  | Ferrari 250LM Ferrari 330P3 Porsche 906 Ferrari 365P2 Shelby Cobra | DAY | SEB | MON | TAR | SPA | NÜR | LEM | MUG | CCE | HOK | SIM | NÜR | ZEL |     |     |     |     |     |     |     |
| 1966   | NART Scuderia Ferrari Porsche Chequered Flag                  | Ferrari 250LM Ferrari 330P3 Porsche 906 Ferrari 365P2 Shelby Cobra | 9   | DNF |     |     |     | 4   | DNF |     |     |     |     |     | DNF |     |     |     |     |     |     |     |
| 1967   | Dana Chevrolet                                                | Chevrolet Corvette                                                 | DAY | SEB | MON | SPA | TAR | NÜR | LEM | HOK | MUG | BRH | CCE | ZEL | OVI | NÜR |     |     |     |     |     |     |
| 1967   | Dana Chevrolet                                                | Chevrolet Corvette                                                 |     |     |     | DNF |     |     |     |     |     |     |     |     |     |     |     |     |     |     |     |     |
| 1971   | Bahamas Racing                                                | Lola T70                                                           | BUA | DAY | SEB | BRH | MON | SPA | TAR | NÜR | LEM | ZEL | WAT |     |     |     |     |     |     |     |     |     |
| 1971   | Bahamas Racing                                                | Lola T70                                                           |     |     |     |     |     |     | DNF |     |     |     |     |     |     |     |     |     |     |     |     |     |
| 1978   | Bob Bondurant Dick Barbour                                    | Datsun 260Z Porsche 935                                            | DAY | SEB | MUG | TAL | DIJ | SIL | NÜR | LEM | MIS | DAY | WAT | VAL | ROD |     |     |     |     |     |     |     |
| 1978   | Bob Bondurant Dick Barbour                                    | Datsun 260Z Porsche 935                                            | 24  |     |     | DNF |     |     |     |     |     |     |     |     |     |     |     |     |     |     |     |     |
| 1979   | Dick Barbour                                                  | Porsche 935                                                        | DAY | SEB | MUG | TAL | DIJ | RIV | SIL | NÜR | LEM | PER | DAY | WAT | SPA | BRH | ROA | VAL | ELS |     |     |     |
| 1979   | Dick Barbour                                                  | Porsche 935                                                        |     | 3   |     |     |     | DNF |     |     |     |     |     |     |     |     |     |     |     |     |     |     |
| 1981   | Thunderbird Swap Shops                                        | Porsche 935                                                        | DAY | SEB | MUG | MON | RIV | SIL | NÜR | LEM | PER | DAY | WAT | SPA | MOS | ROA | BRH |     |     |     |     |     |
| 1981   | Thunderbird Swap Shops                                        | Porsche 935                                                        | DNF |     |     |     |     |     |     |     |     |     |     |     |     |     |     |     |     |     |     |     |